# Anicius Manlius Severinus Boëthius
 Ikke at forveksle med Boethius de Dacia.
Anicius Manlius Severinus Boëthius ca. 480 i Rom – 524/525 var en kristen filosof. Han tilhørte en fornem gammel familie med kejser Olybrius og mange konsuler. Hans far, Flavius Manlius Boëthius, var konsul i 487 efter at Odoaker afsatte den sidste vestromerske kejser. Boëthius var konsul i 510 i ostrogoternes kongedømme. I 522 blev hans to sønner konsuler. Boëthius blev henrettet af kong Theoderik den Store for at stå i ledtog med Det byzantinske rige.
Boëthius er helgen i den katolske kirke med festdag 23. oktober.

## Påvirkning fra nyplatonismen
Boethius var stærkt påvirket af nyplatonismen, som han søgte at overføre til Romerriget. Det
var hans plan at oversætte og bearbejde Platons og
Aristoteles' værker og i et særligt skrift at påvise
overensstemmelsen mellem de to store græske
tænkere, men kun en mindre del af dette
mægtige arbejde nåede han at udføre.
Aristoteles' logiske værker tillige med Porphyrios’ (Porfyr)
indledning til disse har han behandlet
udførligt, og han fik derved vidtrækkende betydning for
vestens filosofi i hele den ældre
skolastiske periode.

## De consolatione philosophiae– Filosofiens trøst
Meget benyttede og højt vurderede
i middelalderen var også hans kompendier af
forskellige videnskaber, hvoraf nogle er
bevarede, men hans store ry i kristenheden beror
først og fremmest på skriftet De consolatione philosophiae,
som han udarbejdede i fængslet.
Det er et efter tidens smag i
afvekslende prosa og vers affattet trøsteskrift
over for livets omskiftelighed og døden. Lidet
originalt, som det er, idet dets tanker væsentligt er hentet fra ældre græske filosoffers værker,
og skønt det kun i meget ringe grad røber
forfatterens kristne tro, blev det dog en af
den kristne middelalders mest skattede bøger,
hvortil også den omstændighed bidrog, at Teoderik den Store var arianer, og Boethius således kunne
opfattes som en slags martyr for sin ortodokse tro.
De betænkeligheder, skriftets mange
antikke tanker måtte vække hos de egentlige
skriftkloge, kunne ikke forringe dets anseelse; det
oversattes meget tidligt til folkesprogene,
således til angelsaksisk af kong Alfred den Store.
Under Boëthius's navn er endelig bevaret nogle
mindre betydelige teologiske skrifter, af hvilke dog kun
en del er utvivlsomt ægte.
Filosofiens trøst udkom på dansk i 2008 på Forlaget Multivers, oversat af Torben Damsholt, ISBN 978-87-7917-170-1